# Saint-Étienne-du-Valdonnez
Saint-Étienne-du-Valdonnez ist eine französische Gemeinde mit 641 Einwohnern (Stand 1. Januar 2022) im Département Lozère in der Region Okzitanien.

## Geografie
Saint-Étienne-du-Valdonnez liegt westlich des Lozère, etwa 15 Kilometer südlich von Mende im Tal des Bramont. Die Gemeindegemarkung überschneidet sich wie diejenige des benachbarten Les Bondons mit dem 10 km² großen Hochplateau Cham des Bondons. Dort stehen Menhire, darunter der Pierre des trois Paroisses.

## Bevölkerungsentwicklung

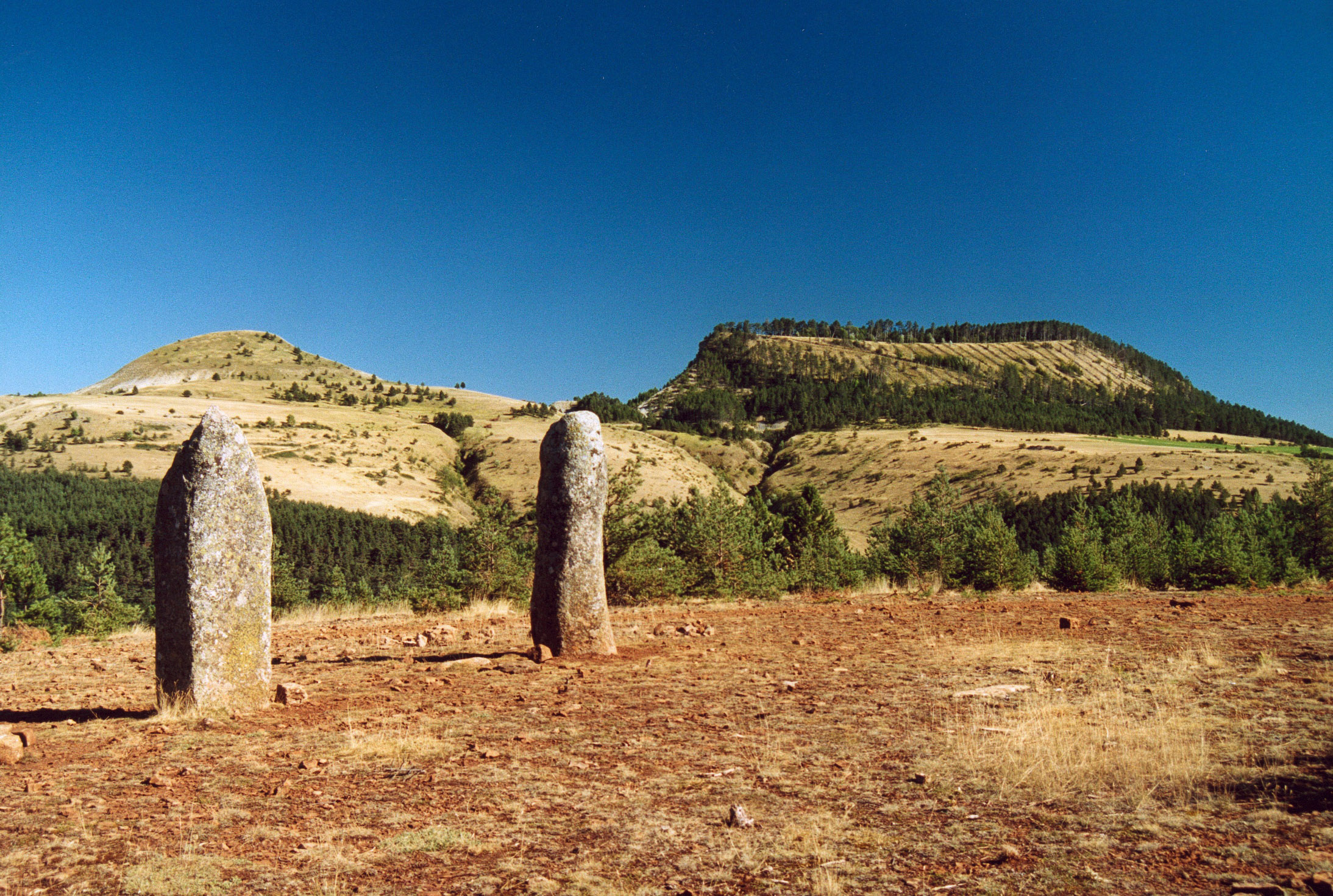
Menhire auf dem Cham des Bondons

| Jahr      | 1962 | 1968 | 1975 | 1982 | 1990 | 1999 | 2010 | 2018 |
| Einwohner | 434  | 405  | 355  | 383  | 384  | 469  | 638  | 645  |